# Fiat 2411 Cansa

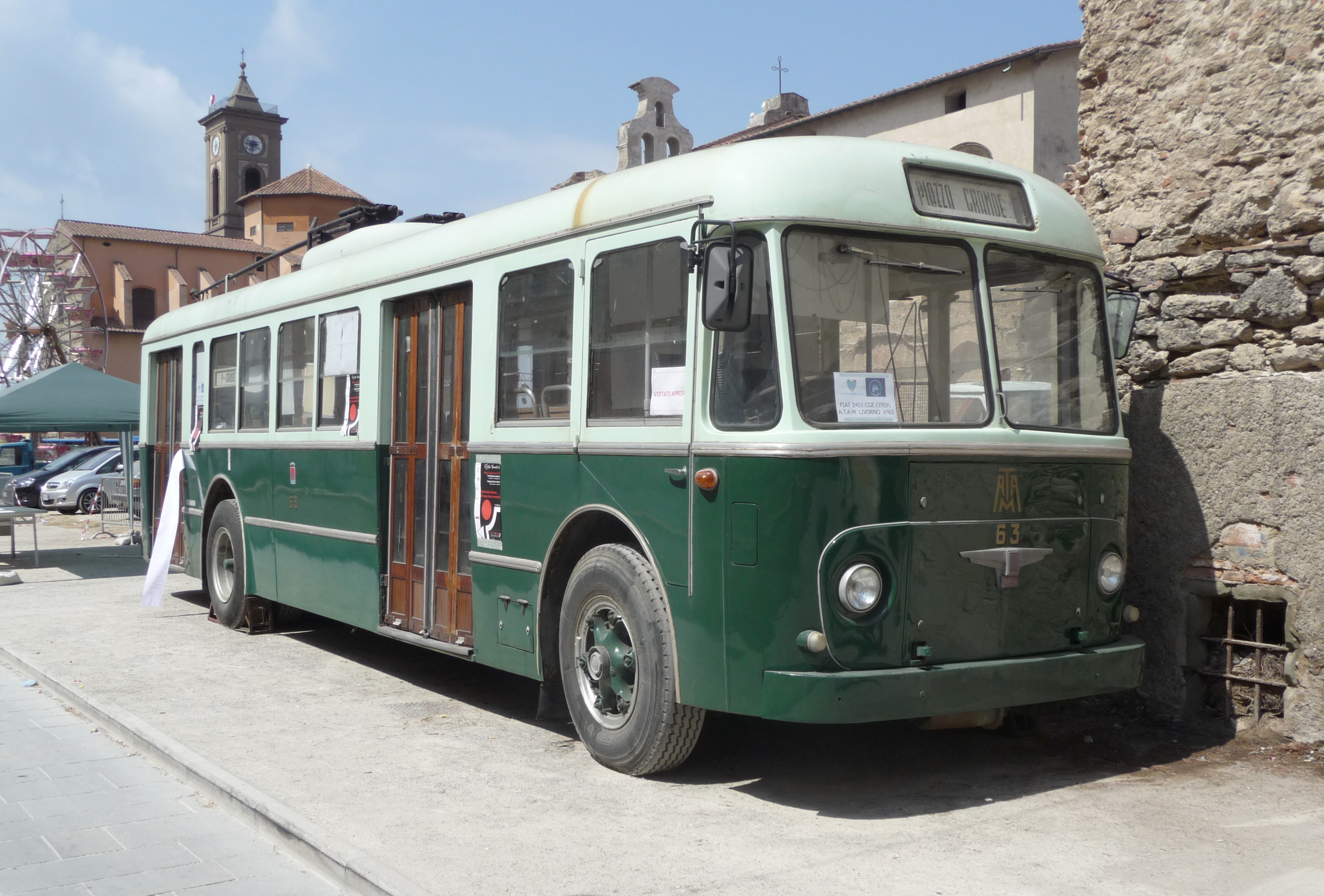

El Fiat 2411 Cansa es un modelo de trolebús realizado en Italia a mitad de la década de 1950. Sustituyó al modelo anterior, el Fiat 2401 Cansa en la década de 1960.

## Características
Era un trolebús de 11 metros de largo con volante a la derecha y dos puertas de libro. Como su hermano, fue producido por Fiat Vehículos Industriales con la clásica librea biverde, carrozzato de la Cansa de Cameri y dotado de equipaggiamento eléctrico "CGE" o "TIBB". En los años siguientes la carrozzeria ha asumido las más svariate coloraciones a segunda de la compañía propietaria.
El Fiat Cansa 2411 fue uno de los más logrados modelos de trolebús construidos en Italia y presente en casi todas las ciudades de la Península italiana.

## Conservación
La compañía "Riviera Transportes" (RT) de San Remo, que gestiona la empresa municipal de la Riviera de las Flores, ha restaurado un modelo de Fiat 2411 Cansa n. 29 de la entonces STEL. Otros ejemplares restaurados se hallan en Livorno o en Módena, donde la ATCM ha preservado un ejemplar de 1986.